# Ingstrup (Jammerbugt Kommune)
 For alternative betydninger, se Ingstrup. (Se også artikler, som begynder med Ingstrup)
Ingstrup er en by i det vestlige Vendsyssel med 360 indbyggere  (2024), beliggende 6 km syd for Løkken, 18 km vest for Brønderslev, 13 km nord for Pandrup og 20 km nord for kommunesædet Aabybro. Byen hører til Jammerbugt Kommune og ligger i Region Nordjylland. I 1970-2006 hørte byen til Pandrup Kommune.
Ingstrup hører til Ingstrup Sogn. Ingstrup Kirke ligger i Gammel Ingstrup øst for den nuværende by.

## Faciliteter
- Ingstrup Trivselsskole og -Børnehave har 93 elever i skolen og 21 børn i børnehaven samt 18 lærere og pædagoger.
- Ingstrup Efterskole er en musik- og idrætsefterskole med 131 elever. Den har en idrætshal.
- Ingstrup Forsamlingshus har en stor sal til 100 personer og en lille sal til 50 personer.[2]
- Byen har sportsforening, borgerforening, pensionistforening, jagtforening m.m.

## Historie

### Ingstrup Sø
Mellem Ingstrup og nabolandsbyen Vrensted lå den 265 ha store Ingstrup Sø. Den blev afvandet i 1950-1953, men var allerede i 1800-tallet så tilsandet eller tilgroet, så den ikke er vist som sø på kortet. Den havde afløb til Limfjorden via Ryå, og det var i middelalderen en vigtig vandvej, hvor varer er transporteret til og fra Aalborg.

### Ingstrup Mejeri
Ingstrup Mejeri blev grundlagt i 1890 og var i 1930'erne et stort moderne mejeri. Nu er det et af landets mindste ostemejerier. Produktionen er håndværksmæssig, og mejeriet får kun mælk fra køerne på Vrejlev Kloster.

### Stationsbyen
I 1901 beskrives Ingstrup således: "Ingstrup (1335: Ingilstorp, 1408: Ingestorp) med Kirke, Præstegaard, østre Skole, Mølle og Andelsmejeri;"
Ingstrup fik station på Hjørring-Løkken-Aabybro Jernbane (1913-1963). Stationen havde 90 m læssespor. Den blev lagt godt 1 km øst for Gammel Ingstrup, og der opstod ingen nævneværdig bebyggelse omkring den. Derimod opstod Ingstrup Mejeriby omkring landevejen. Den fik i banens tid også bageri, telefoncentral og to missionshuse.
Stationsbygningen er bevaret på Gl. Ingstrupvej 59. Nord for stationen er banens tracé bevaret på ca. 1 km indtil det bliver tilgroet og afbrudt af marker på den gamle søbund.

## Kendte personer
- Den socialdemokratiske EU-parlamentariker Ole Klæstrup Christensen (1955-) er født i byen.
- Leo Nielsen (1955-2023) fra popduoen Sussi og Leo var født i byen.